# Ischia di Castro
Ischia di Castro är en ort och kommun i provinsen Viterbo i regionen Lazio i Italien. Kommunen hade 2 259 invånare (2018).